# 드룩

부탄의 국기에 등장하는 드룩

드룩

드룩(티베트어: འབྲུག, 종카어: འབྲུག་)은 티베트와 부탄 신화에 나오는 '천둥의 용'으로, 부탄의 국가 상징 중 하나이다. 드룩은 보석을 들고 있는 모습으로 부탄 국기에도 등장하며, 이는 부(富)를 상징한다. 종카어로 부탄은 '드룩 율(Druk Yul)', 즉 '드룩의 땅'이라 불리며, 부탄의 지도자들은 '드루크걀포(Druk Gyalpo)', 즉 '천둥의 용 왕'이라 칭해진다. 2007년 부탄에서 실시된 모의 선거에서도 네 개의 가상 정당 모두 ‘드룩[색깔]당’이라는 이름을 사용하였다. 부탄의 국가인 《드룩 체젠(Druk tsendhen)》은 ‘드룩의 왕국’이라는 뜻이다.
드룩은 '덕(duk)' 또는 '두그(dug)'로도 불리며, 티베트에서 시작되어 부탄으로 전파된 드룩파 혈통의 상징으로 채택되었다. 전해지는 바에 따르면, 이 교단의 창시자인 짱빠 갸레(제1대 갸왈 드룩파)가 라룽 사원을 짓기 시작하던 중 심한 폭풍우가 몰아쳤다고 한다. 천둥, 즉 '구름의 목소리'는 용의 포효로 여겨졌고, 그는 이를 길조로 받아들여 사원의 이름을 ‘드룩 라룽(Drug-Ralung)’, 즉 ‘천둥의 용 라룽’이라 명명했다. 이 사원의 제자들은 ‘드룩파(Drugpa)’, 즉 ‘천둥의 사람들’로 불리게 되었다. 20세기에 들어서도 부탄의 대라마는 이 교단의 기원을 상징하기 위해 천둥의 용이 그려진 모자를 착용했다. 이 교단이 점차 영향력을 넓히며 현재의 부탄 지역에도 사원을 세우자, 티베트인과 부탄인 모두 이 지역을 ‘두그 율(Dug Yul)’, 즉 ‘천둥의 땅’이라고 부르게 되었다.

## 같이 보기
- 부탄의 국장
- 바쿠나와
- 한국의 용
- 중국의 용
- 일본의 용
- 파캉바